# (500258) 2012 KP48
(500258) 2012 KP48 es un asteroide perteneciente al cinturón de asteroides, descubierto el 20 de mayo de 2012 por el equipo del Mount Lemmon Survey desde el Observatorio del Monte Lemmon, Arizona, Estados Unidos.

## Designación y nombre
Designado provisionalmente como 2012 KP48.

## Características orbitales
2012 KP48 está situado a una distancia media del Sol de 2,625 ua, pudiendo alejarse hasta 2,959 ua y acercarse hasta 2,290 ua. Su excentricidad es 0,127 y la inclinación orbital 11,91 grados. Emplea 1553,55 días en completar una órbita alrededor del Sol.

## Características físicas
La magnitud absoluta de 2012 KP48 es 16,7.